# Chandler Parsons
Pour les articles homonymes, voir Parsons.
Chandler Parsons, né le 25 octobre 1988 à Casselberry en Floride, est un joueur américain de basket-ball. Il mesure 2,06 m.

## Biographie

### Carrière universitaire
Chandler Parsons joue pour le compte de son lycée Lake Howell (Floride) et gagne le championnat de l'État de Floride en 2007. Il rejoint ensuite les rangs des Gators de la Floride et l'université de Floride, dont est issu Joakim Noah, à Gainesville en 2007 et jusqu'à ses débuts professionnels en 2011. Lors de son année senior en 2011, Parsons est élu joueur de l'année de la Southeastern Conference.

### Carrière professionnelle
Il est drafté la même année par les Rockets de Houston.
Début septembre 2011, il s'engage pour le vice-champion de France, Cholet Basket en Pro A. Il dispose d'une clause libératoire en cas de fin de lock-out en NBA lors de la saison 2011-2012. Il n'y joue finalement que trois matchs avant de repartir aux États-Unis pour jouer avec les Rockets de Houston. Avec cette franchise, il dispute soixante-trois des soixante-six matchs de la saison, dont cinquante-sept en tant que titulaire, pour des statistiques de 9,5 points, 4,8 rebonds, 2,1 passes, 1,2 interception et 0,5 contre. Il figure dans le deuxième cinq des débutants, ou rookie.
Le 9 juillet 2014, Parsons accepte une offre de 46 millions de dollars sur trois ans de la part des Mavericks de Dallas. Les Rockets ont alors trois jours pour égaler l'offre. Le 13 juillet, les Rockets décident de laisser Parsons filer à Dallas.

#### Grizzlies de Memphis (juillet 2016- juillet 2019)
Après deux saisons à Dallas, l'ailier cumule des moyennes de 14,3 points, 5,1 rebonds et 3,0 passes. Le 1er juillet 2016, il signe un contrat d'une durée de 4 ans chez les Grizzlies de Memphis estimé à environ 94 millions de dollars. 

#### Hawks d'Atlanta (juillet 2019 - février 2020)
Le 3 juillet 2019, il est envoyé aux Hawks d'Atlanta en échange de Miles Plumlee et Solomon Hill. Le 5 février 2020, il est coupé.
En janvier 2020, Parsons est gravement blessé lors d'un accident de la route et souffre d'un traumatisme crânien et d'une déchirure du labrum.
Il annonce sa retraite sportive en janvier 2022.

## Sélection nationale
Le 14 juillet 2014, il fait partie des 19 joueurs pré-sélectionnés pour participer à la Coupe du Monde 2014.

## Carrière professionnelle
- 2011 :  Cholet Basket (Pro A)
- 2011-2014 :  Rockets de Houston (NBA)
- 2014-2016 :  Mavericks de Dallas (NBA)
- 2016-2019 :   Grizzlies de Memphis (NBA)
- 2019-2020 :  Hawks d'Atlanta (NBA)

## Palmarès
- 2011 : Joueur de l'année de la Southeastern Conference.

## Vie privée
En février 2014, Chandler Parsons signe avec la marque chinoise Anta SPORTS.
Un an plus tard, il est élu par les fans de basket-ball japonais comme étant le joueur de NBA le plus séduisant.
De 2015 à 2016, il était en couple avec la mannequin allemande Toni Garrn,.
En novembre 2020, il se fiance à Haylee Harrison. Ensemble, ils ont une fille appelée Rocket Rose Parsons née le 30 octobre 2021 et un garçon appelé Chrome Evan Parsons né le 5 octobre 2023.

## Statistiques

### Universitaires
| Saison    | Équipe  | Matchs | Titul. | Min./m | % Tir | % 3pts | % LF | Rbds/m. | Pass/m. | Int/m. | Ctr/m. | Pts/m. |
| --------- | ------- | ------ | ------ | ------ | ----- | ------ | ---- | ------- | ------- | ------ | ------ | ------ |
| 2007-2008 | Floride | 36     | 0      | 20,6   | 47,2  | 32,4   | 62,7 | 3,97    | 1,42    | 0,50   | 0,22   | 8,14   |
| 2008-2009 | Floride | 36     | 28     | 26,0   | 46,0  | 30,1   | 55,7 | 5,67    | 1,78    | 1,06   | 0,39   | 9,22   |
| 2009-2010 | Floride | 34     | 19     | 31,0   | 49,3  | 35,8   | 66,2 | 6,85    | 2,59    | 1,15   | 0,15   | 12,35  |
| 2010-2011 | Floride | 36     | 35     | 34,1   | 48,0  | 36,8   | 55,7 | 7,75    | 3,78    | 0,94   | 0,42   | 11,31  |
| Carrière  |         | 142    | 82     | 27,9   | 47,7  | 33,7   | 61,1 | 6,05    | 2,39    | 0,91   | 0,30   | 10,23  |

### Professionnels

#### Saison régulière
| Saison    | Équipe  | Matchs | Titul. | Min./m | % Tir | % 3pts | % LF | Rbds/m. | Pass/m. | Int/m. | Ctr/m. | Pts/m. |
| --------- | ------- | ------ | ------ | ------ | ----- | ------ | ---- | ------- | ------- | ------ | ------ | ------ |
| 2011–2012 | Houston | 63     | 57     | 28,6   | 45,2  | 33,7   | 55,1 | 4,76    | 2,13    | 1,16   | 0,48   | 9,51   |
| 2012–2013 | Houston | 76     | 76     | 36,3   | 48,6  | 38,5   | 72,9 | 5,32    | 3,57    | 0,99   | 0,42   | 15,51  |
| 2013–2014 | Houston | 74     | 74     | 37,6   | 47,2  | 37,0   | 74,2 | 5,53    | 4,03    | 1,19   | 0,39   | 16,57  |
| 2014–2015 | Dallas  | 66     | 66     | 33,1   | 46,2  | 38,0   | 72,0 | 4,89    | 2,44    | 1,05   | 0,29   | 15,71  |
| 2015–2016 | Dallas  | 61     | 51     | 29,5   | 49,2  | 41,6   | 68,4 | 4,67    | 2,77    | 0,75   | 0,34   | 13,72  |
| 2016–2017 | Memphis | 34     | 34     | 19,8   | 33,8  | 26,9   | 81,4 | 2,47    | 1,62    | 0,59   | 0,18   | 6,18   |
| 2017–2018 | Memphis | 36     | 8      | 19,2   | 46,2  | 42,1   | 63,0 | 2,50    | 1,92    | 0,50   | 0,31   | 7,89   |
| 2018–2019 | Memphis | 25     | 3      | 19,8   | 37,4  | 30,9   | 88,0 | 2,80    | 1,72    | 0,76   | 0,20   | 7,48   |
| 2019–2020 | Atlanta | 5      | 0      | 10,8   | 27,8  | 28,6   | 0,0  | 1,40    | 0,60    | 0,80   | 0,20   | 2,80   |
| Carrière  |         | 440    | 369    | 30,1   | 46,2  | 37,3   | 71,3 | 4,48    | 2,73    | 0,94   | 0,35   | 12,66  |

Mise à jour le 11 octobre 2020

#### Playoffs
| Saison   | Équipe  | Matchs | Titul. | Min./m | % Tir | % 3pts | % LF | Rbds/m. | Pass/m. | Int/m. | Ctr/m. | Pts/m. |
| -------- | ------- | ------ | ------ | ------ | ----- | ------ | ---- | ------- | ------- | ------ | ------ | ------ |
| 2013     | Houston | 6      | 6      | 39,6   | 45,2  | 40,0   | 64,3 | 6,50    | 3,67    | 0,17   | 0,33   | 18,17  |
| 2014     | Houston | 6      | 6      | 41,7   | 43,8  | 36,1   | 73,3 | 6,83    | 2,33    | 0,67   | 0,33   | 19,33  |
| 2015     | Dallas  | 1      | 1      | 36,8   | 33,3  | 0,0    | 0,0  | 6,00    | 2,00    | 0,00   | 0,00   | 10,00  |
| Carrière |         | 13     | 13     | 40,4   | 43,7  | 36,2   | 69,0 | 6,62    | 2,92    | 0,38   | 0,31   | 18,08  |

Mise à jour le 12 juin 2017

## Records personnels
Les records personnels de Chandler Parsons, officiellement recensés par la NBA sont les suivants :
| Type de statistique        | Saison régulière | Saison régulière                                | Saison régulière                 | Playoffs | Playoffs                                              | Playoffs                    |
| Type de statistique        | Record           | Adversaire                                      | Date                             | Record   | Adversaire                                            | Date                        |
| -------------------------- | ---------------- | ----------------------------------------------- | -------------------------------- | -------- | ----------------------------------------------------- | --------------------------- |
| Points                     | 34               | Grizzlies de Memphis                            | 24 janvier 2014                  | 27       | Thunder d'Oklahoma City                               | 29 avril 2013               |
| Paniers marqués            | 13               | Knicks de New York Timberwolves du Minnesota    | 23 novembre 2012 21 janvier 2016 | 11       | Thunder d'Oklahoma City @ Trail Blazers de Portland   | 29 avril 2013 27 avril 2014 |
| Paniers tentés             | 24               | @ Warriors de Golden State                      | 20 février 2014                  | 23       | @ Thunder d'Oklahoma City                             | 24 avril 2013               |
| Paniers à 3 points réussis | 10               | Grizzlies de Memphis                            | 24 janvier 2014                  | 6        | Thunder d'Oklahoma City                               | 3 mai 2013                  |
| Paniers à 3 points tentés  | 14               | Grizzlies de Memphis                            | 24 janvier 2014                  | 11       | Trail Blazers de Portland                             | 20 avril 2014               |
| Lancers francs réussis     | 10               | Thunder d'Oklahoma City                         | 4 avril 2014                     | 5        | Trail Blazers de Portland                             | 23 avril 2014               |
| Lancers francs tentés      | 11               | Clippers de Los Angeles Thunder d'Oklahoma City | 29 mars 2014 4 avril 2014        | 5        | Trail Blazers de Portland                             | 23 avril 2014               |
| Rebonds offensifs          | 5                | Wizards de Washington                           | 12 février 2014                  | 3        | @ Thunder d'Oklahoma City @ Trail Blazers de Portland | 24 avril 2013 2 mai 2014    |
| Rebonds défensifs          | 12               | Bulls de Chicago                                | 21 novembre 2012                 | 9        | @ Trail Blazers de Portland                           | 2 mai 2014                  |
| Rebonds totaux             | 13               | Bulls de Chicago                                | 21 novembre 2012                 | 12       | @ Trail Blazers de Portland                           | 2 mai 2014                  |
| Passes décisives           | 11               | Nets de Brooklyn @ Mavericks de Dallas          | 26 janvier 2013 20 novembre 2013 | 8        | Thunder d'Oklahoma City                               | 29 avril 2013               |
| Interceptions              | 5                | @ Knicks de New York                            | 17 décembre 2012                 | 1        | 5 fois                                                |                             |
| Contres                    | 4                | @ 76ers de Philadelphie                         | 13 novembre 2013                 | 1        | 4 fois                                                |                             |
| Balles perdues             | 6                | @ 76ers de Philadelphie @ Suns de Phoenix       | 12 janvier 2013 23 décembre 2014 | 5        | Thunder d'Oklahoma City                               | 27 avril 2013 3 mai 2013    |
| Minutes jouées             | 50               | Raptors de Toronto                              | 11 novembre 2013                 | 47       | Trail Blazers de Portland                             | 20 avril 2014               |

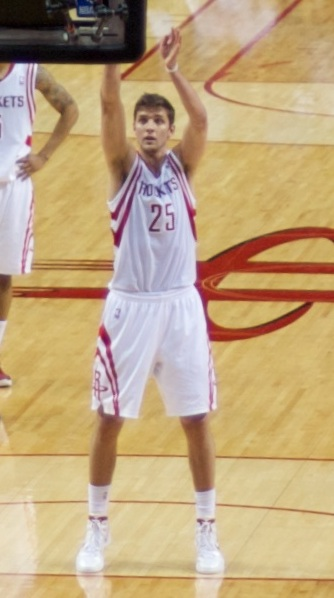
Chandler Parsons en mars 2012.

- Double-double : 25 (dont 2 en playoffs) (au 12/04/2017)
- Triple-double : aucun.
- Il détient le record NBA du plus grand nombre de paniers à trois points rentrés en une mi-temps, avec 10 paniers lors du match du 24 janvier 2014 face à Memphis[15].